# Eurovision Song Contest 2010
La cinquantacinquesima edizione dell'Eurovision Song Contest si è svolta il 25, 27 e 29 maggio 2010 presso la Telenor Arena di Oslo, in Norvegia. A vincere è stata la Germania con il brano Satellite, interpretato da Lena, con un totale di 246 punti.
Il concorso si è articolato in due semifinali e una finale presentate da: Erik Solbakken, Haddy N'jie e Nadia Hasnaoui.
Questa edizione ha visto il ritorno della Georgia, assente nella precedente edizione, e il ritiro di Andorra, Montenegro, Repubblica Ceca e Ungheria.

## Organizzazione

### Scelta della sede

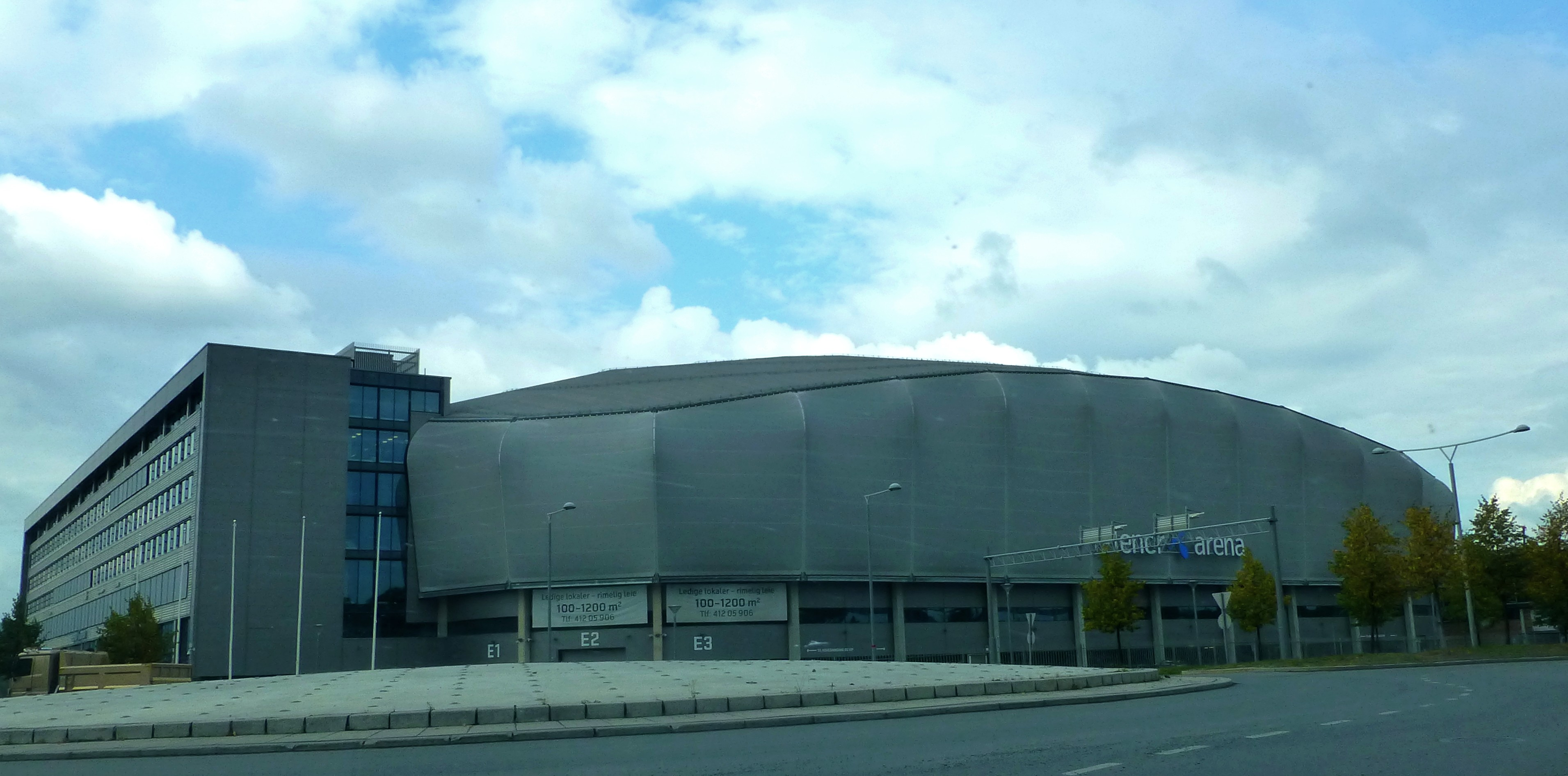
La Telenor Arena, sede dell'Eurovision Song Contest 2010

Dopo la vittoria conseguita da Alexander Rybak all'Eurovision Song Contest 2009, la Norvegia espresse il proprio interesse ad ospitare la manifestazione. Nel corso dei giorni successivi fu annunciato che il concorso si sarebbe tenuto nell'area metropolitana di Oslo, optando infine per la Fornebu Arena (poi ribattezzata Telenor Arena) di Bærum, costruita tra il 2007 e il 2009. L'Oslo Spektrum e la Vallhall Arena della capitale norvegese, così come la Vikingskip di Hamar, furono escluse a causa della ridotta capacità.

### Logo e slogan
Il 4 dicembre 2009 si tenne la cerimonia dello scambio delle insegne tra Mosca, città ospitante dell'Eurovision Song Contest 2009, e Oslo e Bærum, le sedi della successiva edizione della manifestazione musicale. Durante la cerimonia l'emittente norvegese Norsk rikskringkasting (NRK) furono presentati il logo e lo slogan della cinquantacinquesima edizione.
Il logo è composto da sette sfere che si intersecano fra loro per simboleggiare l'incontro fra persone ed emozioni differenti. I colori di base di quest'ultimo sono nero, rosa, bianco e oro. Ad esso è stato quindi accostato lo slogan "Share The Moment", ossia "Condividi il momento".

### Sistema di voto
L'11 ottobre 2009, l'Unione europea di radiodiffusione ha annunciato che la struttura delle semifinali sarebbe cambiata affinché i risultati siano determinati dalla combinazione del 50% dei voti delle giurie nazionali ed il 50% del televoto, consentendo di ovviare al problema del "block-vote" cioè del voto ai paesi vicini. I 10 paesi con i punteggi più alti in ogni semifinale si qualificano per la finale.
Questa è una nuova introduzione, rispetto ai metodi di votazione usati nel 2008 e nel 2009, quando nove paesi erano scelti esclusivamente dal televoto ed un paese dalla giuria internazionale. Un'altra innovazione consiste nell'apertura del televoto già dal momento delle esibizioni, per concedere un maggior tempo a disposizione per votare.

### Possibile ritorno dell'orchestra
Un consistente numero di fan ha iniziato una campagna su Facebook a favore del ritorno dell'orchestra all'Eurovision Song Contest, per la prima volta dal 1998, alla quale hanno aderito più di 4.000 persone. L'orchestra, è stata presente dalla prima edizione fino al 1998 poiché il rapido sviluppo tecnologico della musica aveva reso possibile l'utilizzo delle basi. Nonostante il successo della campagna l'orchestra non è stata presente. Tra l'altro Jan Fredrik Heyerdahl, parte della Norsk Radio Orchestra, ha affermato che sarebbe stato interessato a partecipare allo show l'anno successivo.

## Stati partecipanti
Stati partecipanti che si sono qualificati alla finale
     Stati partecipanti che non si sono qualificati per la finale
     Stati che hanno partecipato in passato ma non nel 2010

Stati partecipanti che si sono qualificati alla finale
Stati partecipanti che non si sono qualificati per la finale
Stati che hanno partecipato in passato ma non nel 2010

Il 31 dicembre 2009 è stata ufficializzata la lista definitiva degli Stati partecipanti a questa edizione, che prevede 39 paesi; Questa edizione conta il minor numero di paesi in gara dal 2006: Repubblica Ceca, Ungheria, Montenegro e Andorra hanno confermato il loro ritiro.
| Stato                    | Artista                       | Brano                        | Lingua            | Processo di selezione                                                                              | Note                                                                                              |
| ------------------------ | ----------------------------- | ---------------------------- | ----------------- | -------------------------------------------------------------------------------------------------- | ------------------------------------------------------------------------------------------------- |
| Albania                  | Juliana Pasha                 | It's All About You           | Inglese           | Festivali i Këngës 48, 27 dicembre 2009                                                            | Il brano in gara è una versione in inglese rispetto a quello che ha vinto la selezione nazionale. |
| Armenia                  | Eva Rivas                     | Apricot Stone                | Inglese           | Evradesil 2010, 14 febbraio 2009                                                                   |                                                                                                   |
| Azerbaigian              | Safura                        | Drip Drop                    | Inglese           | Land of Fire 2010 per l'artista, 2 marzo 2010; scelta interna per il brano, 18 marzo 2010          |                                                                                                   |
| Belgio                   | Tom Dice                      | Me and My Guitar             | Inglese           | Interno; artista annunciato il 25 novembre 2009, brano presentato il 7 marzo 2010                  |                                                                                                   |
| Bielorussia              | 3+2 feat. Robert Wells        | Butterflies                  | Inglese           | Interno; artisti annunciati il 25 febbraio 2010, brano presentato l'8 marzo 2010                   | Inizialmente il gruppo doveva partecipare alla competizione con il brano Far Away.                |
| Bosnia ed Erzegovina     | Vukašin Brajić                | Thunder and Lightning        | Inglese           | Interno; artista annunciato l'11 gennaio 2010; brano presentato il 7 marzo 2010                    | Il brano in gara è una versione modificata rispetto a quello selezionato internamente.            |
| Bulgaria                 | Miro                          | Angel si ti                  | Inglese, bulgaro  | Interno per l'artista, 18 ottobre 2009; selezione nazionale per il brano, 28 febbraio 2010         |                                                                                                   |
| Cipro                    | Jon Lilygreen & The Islanders | Life Looks Better in Spring  | Inglese           | Eurovision 2010: Epilogi tis Kipriakis Simmetohis, 7 febbraio 2010                                 |                                                                                                   |
| Croazia                  | Feminnem                      | Lako je sve                  | Croato            | Dora 2010, 6 marzo 2010                                                                            |                                                                                                   |
| Danimarca                | Chanée & N'evergreen          | In a Moment like This        | Inglese           | Dansk Melodi Grand Prix 2010, 6 febbraio 2010                                                      |                                                                                                   |
| Estonia                  | Malcolm Lincoln               | Siren                        | Inglese           | Eesti Laul 2010, 12 marzo 2010                                                                     |                                                                                                   |
| Finlandia                | Kuunkuiskaajat                | Työlki ellää                 | Finlandese        | Euroviisut 2010, 30 gennaio 2010                                                                   |                                                                                                   |
| Francia                  | Jessy Matador                 | Allez Ola Olé                | Francese          | Interno; artista annunciato il 19 febbraio 2010, brano presentato il 20 marzo 2010                 |                                                                                                   |
| Georgia                  | Sopho Nizharadze              | Shine                        | Inglese           | Interno; artista annunciato il 16 gennaio 2010, brano presentato il 27 febbraio 2010               |                                                                                                   |
| Germania                 | Lena                          | Satellite                    | Inglese           | Unser Star für Oslo, 12 marzo 2010                                                                 |                                                                                                   |
| Grecia                   | Giōrgos Alkaios & Friends     | Opa                          | Greco             | Ellinikós Telikós 2010, 12 marzo 2010                                                              |                                                                                                   |
| Irlanda                  | Niamh Kavanagh                | It's for You                 | Inglese           | Eurosong 2010, 5 marzo 2010                                                                        |                                                                                                   |
| Islanda                  | Hera Björk                    | Je ne sais quoi              | Inglese, francese | Söngvakeppni Sjónvarpsins 2010, 6 febbraio 2010                                                    |                                                                                                   |
| Israele                  | Harel Skaat                   | Milim                        | Ebraico           | Interno per l'artista, 29 dicembre 2009; Kdam Eurovision 2010 per il brano, 15 marzo 2010          |                                                                                                   |
| Lettonia                 | Aisha                         | What For?                    | Inglese           | Eirodziesma 2010, 27 febbraio 2010                                                                 |                                                                                                   |
| Lituania                 | InCulto                       | Eastern European Funk        | Inglese           | Eurovizijos atranka 2010, 4 marzo 2010                                                             |                                                                                                   |
| Macedonia                | Gjoko Taneski                 | Jas ja imam silata           | Macedone          | Skopje Fest 2010, 20 febbraio 2010                                                                 |                                                                                                   |
| Malta                    | Thea Garrett                  | My Dream                     | Inglese           | The GO Malta Eurosong, 20 febbraio 2010                                                            |                                                                                                   |
| Moldavia                 | SunStroke Project & Olia Tira | Run Away                     | Inglese           | O melodie pentru Europa 2010, 6 marzo 2010                                                         |                                                                                                   |
| Norvegia (organizzatore) | Didrik Solli-Tangen           | My Heart Is Yours            | Inglese           | Melodi Grand Prix 2010, 6 febbraio 2010                                                            |                                                                                                   |
| Paesi Bassi              | Sieneke                       | Ik ben verliefd (Sha-la-lie) | Olandese          | Interno per il brano, 18 dicembre 2009; Nationaal Songfestival 2010 per l'artista, 7 febbraio 2010 |                                                                                                   |
| Polonia                  | Marcin Mroziński              | Legenda                      | Polacco, inglese  | Krajowe Eliminacje 2010, 14 febbraio 2010                                                          |                                                                                                   |
| Portogallo               | Filipa Azevedo                | Há dias assim                | Portoghese        | Festival da Canção 2010, 6 marzo 2010                                                              |                                                                                                   |
| Regno Unito              | Josh Dubovie                  | That Sounds Good to Me       | Inglese           | Eurovision: Your Country Needs You 2010, 4 marzo 2010                                              | Il brano in gara è una versione modificata rispetto a quello che ha vinto la selezione nazionale. |
| Romania                  | Paula Seling & Ovi            | Playing with Fire            | Inglese           | Selecția Națională 2010, 6 marzo 2010                                                              |                                                                                                   |
| Russia                   | Peter Nalitch & Friends       | Lost and Forgotten           | Inglese           | Evrovidenie 2010, 7 marzo 2010                                                                     |                                                                                                   |
| Serbia                   | Milan Stanković               | Ovo je Balkan                | Serbo             | Tri pa jedan za Oslo, 13 marzo 2010                                                                |                                                                                                   |
| Slovacchia               | Kristína                      | Horehronie                   | Slovacco          | Eurosong 2010, 27 febbraio 2010                                                                    |                                                                                                   |
| Slovenia                 | Ansambel Žlindre & Kalamari   | Narodnozabavni rock          | Sloveno           | EMA 2010, 21 febbraio 2010                                                                         |                                                                                                   |
| Spagna                   | Daniel Diges                  | Algo pequeñito               | Spagnolo          | Eurovisión'10: Destino Oslo, 22 febbraio 2010                                                      |                                                                                                   |
| Svezia                   | Anna Bergendahl               | This Is My Life              | Inglese           | Melodifestivalen 2010, 13 marzo 2010                                                               |                                                                                                   |
| Svizzera                 | Michael von der Heide         | Il pleut de l'or             | Francese          | Interno; artista annunciato il 18 dicembre 2009, brano presentato il 9 gennaio 2010                |                                                                                                   |
| Turchia                  | maNga                         | We Could Be the Same         | Inglese           | Interno; artisti annunciati il 12 gennaio 2010, brano presentato il 3 marzo 2010                   |                                                                                                   |
| Ucraina                  | Al'oša                        | Sweet People                 | Inglese           | Jevrobačennja 2010 per l'artista, 20 marzo 2010; interno per il brano, 25 marzo 2010               |                                                                                                   |

## Verso l'evento

### Eurovision in Concert 2010
La seconda edizione dell'evento che anticipa l'ESC si è tenuta il 24 aprile 2010 presso il Lexion Venue di Westzaan, condotta da Marga Bult (rappresentante dei Paesi Bassi all'Eurovision Song Contest 1987) e Cornald Maas; vi hanno partecipato:
- Albania
- Belgio
- Bulgaria
- Cipro
- Finlandia
- Georgia
- Israele
- Lettonia
- Lituania
- Paesi Bassi
- Portogallo
- Regno Unito
- Serbia
- Slovenia
- Svizzera
- Turchia
- Ucraina

### London Eurovision Preview Party 2010
La terza edizione dell'evento (oggi chiamato London Eurovision Party) si è tenuta il 2 maggio 2010, al Shadow Lounge di Londra, condotta da Paddy O'Connell; vi hanno partecipato:
- Cipro
- Irlanda
- Romania
- Regno Unito

## L'evento

### Semifinali
Digame ha calcolato la composizione delle urne nelle quali sono stati divisi gli Stati partecipanti, determinate in base allo storico delle votazioni.
La loro composizione è stata:
| Urna 1                                                                                | Urna 2                                                                     | Urna 3                                                                        | Urna 4                                                              | Urna 5                                                             |
| ------------------------------------------------------------------------------------- | -------------------------------------------------------------------------- | ----------------------------------------------------------------------------- | ------------------------------------------------------------------- | ------------------------------------------------------------------ |
| - Albania - Bosnia ed Erzegovina - Croazia - Macedonia - Serbia - Slovenia - Svizzera | - Danimarca - Estonia - Finlandia - Islanda - Lettonia - Lituania - Svezia | - Azerbaigian - Bielorussia - Georgia - Israele - Moldavia - Russia - Ucraina | - Armenia - Belgio - Cipro - Grecia - Malta - Paesi Bassi - Turchia | - Bulgaria - Irlanda - Polonia - Portogallo - Romania - Slovacchia |

Il 7 febbraio 2010, ad Oslo, si è svolto il sorteggio (presentato da Peter Svaar), per determinare in quale metà delle semifinali si esibiranno gli stati sorteggiati e la semifinale in cui avranno il diritto di voto gli Stati già qualificati alla finale. Nel sorteggio è stato, inoltre, esplicitato che le semifinali verranno composte da 17 Stati ciascuna, e che l'ordine di esibizione esatto verrà stabilito durante l'incontro con i capo delegazione. 
In base all'esito del sorteggio, le semifinali sono state quindi così composte:

Stati partecipanti alla prima semifinale
Stati con diritto di voto nella prima semifinale
Stati partecipanti alla seconda semifinale
Stati con diritto di voto alla seconda semifinale

     Stati partecipanti alla prima semifinale
     Stati con diritto di voto nella prima semifinale
     Stati partecipanti alla seconda semifinale
     Stati con diritto di voto alla seconda semifinale
| 1ª semifinale 25 maggio 2010                                                      | 1ª semifinale 25 maggio 2010                                                 | 2ª semifinale 27 maggio 2010                                           | 2ª semifinale 27 maggio 2010                                                |
| --------------------------------------------------------------------------------- | ---------------------------------------------------------------------------- | ---------------------------------------------------------------------- | --------------------------------------------------------------------------- |
| Serbia Finlandia Russia Slovacchia Bosnia ed Erzegovina Moldavia Lettonia Estonia | Grecia Islanda Malta Portogallo Macedonia Bielorussia Belgio Polonia Albania | Svizzera Lituania Svezia Ucraina Danimarca Azerbaigian Israele Armenia | Georgia Turchia Irlanda Slovenia Paesi Bassi Bulgaria Croazia Cipro Romania |
| Con diritto di voto: Francia Germania Spagna                                      | Con diritto di voto: Francia Germania Spagna                                 | Con diritto di voto: Norvegia Regno Unito                              | Con diritto di voto: Norvegia Regno Unito                                   |

### Ordine di esibizione
Il 23 marzo 2010, si è svolto l'incontro con i capo delegazione, per determinare l'ordine di esibizione ufficiale dei paesi nelle semifinali, e dei finalisti di diritto nella finale.

#### Prima semifinale
La prima semifinale si è tenuta il 25 maggio 2010; vi hanno partecipato 17 Stati, e hanno votato anche Francia, Germania e Spagna.
| N° | Stato                | Cantante                      | Canzone               | Punti | Posizione |
| -- | -------------------- | ----------------------------- | --------------------- | ----- | --------- |
| 01 | Moldavia             | Sunstroke Project & Olia Tira | Run Away              | 52    | 10        |
| 02 | Russia               | Peter Nalitch & Friends       | Lost and Forgotten    | 74    | 7         |
| 03 | Estonia              | Malcolm Lincoln               | Siren                 | 39    | 14        |
| 04 | Slovacchia           | Kristína                      | Horehronie            | 24    | 16        |
| 05 | Finlandia            | Kuunkuiskaajat                | Työlki ellää          | 49    | 11        |
| 06 | Lettonia             | Aisha                         | What For?             | 11    | 17        |
| 07 | Serbia               | Milan Stanković               | Ovo je Balkan         | 79    | 5         |
| 08 | Bosnia ed Erzegovina | Vukašin Brajić                | Thunder and Lightning | 59    | 8         |
| 09 | Polonia              | Marcin Mroziński              | Legenda               | 44    | 13        |
| 10 | Belgio               | Tom Dice                      | Me and My Guitar      | 167   | 1         |
| 11 | Malta                | Thea Garrett                  | My Dream              | 45    | 12        |
| 12 | Albania              | Juliana Pasha                 | It's All About You    | 76    | 6         |
| 13 | Grecia               | Giōrgos Alkaios & Friends     | Opa                   | 133   | 2         |
| 14 | Portogallo           | Filipa Azevedo                | Há dias assim         | 89    | 4         |
| 15 | Macedonia            | Gjoko Taneski                 | Jas ja imam silata    | 37    | 15        |
| 16 | Bielorussia          | 3+2 feat. Robert Wells        | Butterflies           | 59    | 9         |
| 17 | Islanda              | Hera Björk                    | Je ne sais quoi       | 123   | 3         |

| Pos. | Televoto             | Punti | Giuria               | Punti |
| ---- | -------------------- | ----- | -------------------- | ----- |
| 1    | Grecia               | 151   | Belgio               | 165   |
| 2    | Islanda              | 149   | Portogallo           | 107   |
| 3    | Belgio               | 146   | Grecia               | 99    |
| 4    | Russia               | 92    | Albania              | 96    |
| 5    | Serbia               | 92    | Bosnia ed Erzegovina | 86    |
| 6    | Finlandia            | 69    | Islanda              | 85    |
| 7    | Albania              | 68    | Malta                | 66    |
| 8    | Bielorussia          | 63    | Serbia               | 65    |
| 9    | Portogallo           | 58    | Estonia              | 64    |
| 10   | Moldavia             | 54    | Macedonia            | 62    |
| 11   | Bosnia ed Erzegovina | 42    | Polonia              | 58    |
| 12   | Malta                | 40    | Bielorussia          | 47    |
| 13   | Polonia              | 38    | Moldavia             | 42    |
| 14   | Slovacchia           | 34    | Russia               | 41    |
| 15   | Macedonia            | 30    | Finlandia            | 37    |
| 16   | Estonia              | 22    | Slovacchia           | 25    |
| 17   | Lettonia             | 12    | Lettonia             | 15    |

12 punti
| N. | A                    | Da                                            |
| -- | -------------------- | --------------------------------------------- |
| 5  | Belgio               | Germania, Islanda, Malta, Polonia, Portogallo |
| 3  | Russia               | Bielorussia, Estonia, Moldavia                |
| 2  | Albania              | Grecia, Macedonia                             |
| 2  | Estonia              | Finlandia, Lettonia                           |
| 2  | Serbia               | Bosnia e Erzegovina, Francia                  |
| 1  | Bielorussia          | Russia                                        |
| 1  | Bosnia ed Erzegovina | Serbia                                        |
| 1  | Islanda              | Belgio                                        |
| 1  | Macedonia            | Albania                                       |
| 1  | Malta                | Slovacchia                                    |
| 1  | Portogallo           | Spagna                                        |

#### Seconda semifinale
La seconda semifinale si è tenuta il 27 maggio 2010; vi hanno partecipato 17 Stati, e hanno votato anche Norvegia e Regno Unito.
| N° | Stato       | Cantante                      | Canzone                      | Punti | Posizione |
| -- | ----------- | ----------------------------- | ---------------------------- | ----- | --------- |
| 01 | Lituania    | InCulto                       | Eastern European Funk        | 44    | 12        |
| 02 | Armenia     | Eva Rivas                     | Apricot Stone                | 83    | 6         |
| 03 | Israele     | Harel Skaat                   | Milim                        | 71    | 8         |
| 04 | Danimarca   | Chanée & N'evergreen          | In a Moment like This        | 101   | 5         |
| 05 | Svizzera    | Michael von der Heide         | Il pleut de l'or             | 2     | 17        |
| 06 | Svezia      | Anna Bergendahl               | This Is My Life              | 62    | 11        |
| 07 | Azerbaigian | Safura                        | Drip Drop                    | 113   | 2         |
| 08 | Ucraina     | Al'oša                        | Sweet People                 | 77    | 7         |
| 09 | Paesi Bassi | Sieneke                       | Ik ben verliefd (Sha-la-lie) | 29    | 14        |
| 10 | Romania     | Paula Seling & Ovi            | Playing with Fire            | 104   | 4         |
| 11 | Slovenia    | Ansambel Žlindre & Kalamari   | Narodnozabavni rock          | 6     | 16        |
| 12 | Irlanda     | Niamh Kavanagh                | It's for You                 | 67    | 9         |
| 13 | Bulgaria    | Miro                          | Angel si ti                  | 19    | 15        |
| 14 | Cipro       | Jon Lilygreen & The Islanders | Life Looks Better in Spring  | 67    | 10        |
| 15 | Croazia     | Feminnem                      | Lako je sve                  | 33    | 13        |
| 16 | Georgia     | Sopho Nizharadze              | Shine                        | 106   | 3         |
| 17 | Turchia     | maNga                         | We Could Be the Same         | 118   | 1         |

| Pos. | Televoto    | Punti | Giuria      | Punti |
| ---- | ----------- | ----- | ----------- | ----- |
| 1    | Azerbaigian | 126   | Georgia     | 117   |
| 2    | Turchia     | 119   | Turchia     | 93    |
| 3    | Romania     | 113   | Azerbaigian | 89    |
| 4    | Danimarca   | 106   | Israele     | 88    |
| 5    | Georgia     | 102   | Armenia     | 84    |
| 6    | Armenia     | 90    | Irlanda     | 84    |
| 7    | Ucraina     | 77    | Danimarca   | 83    |
| 8    | Lituania    | 65    | Romania     | 80    |
| 9    | Svezia      | 64    | Cipro       | 79    |
| 10   | Cipro       | 53    | Ucraina     | 78    |
| 11   | Paesi Bassi | 49    | Svezia      | 76    |
| 12   | Israele     | 46    | Croazia     | 54    |
| 13   | Irlanda     | 43    | Lituania    | 27    |
| 14   | Croazia     | 22    | Paesi Bassi | 26    |
| 15   | Bulgaria    | 15    | Bulgaria    | 25    |
| 16   | Slovenia    | 11    | Svizzera    | 14    |
| 17   | Svizzera    | 1     | Slovenia    | 5     |

12 punti
| N. | A           | Da                        |
| -- | ----------- | ------------------------- |
| 3  | Azerbaigian | Georgia, Turchia, Ucraina |
| 2  | Armenia     | Cipro, Israele            |
| 2  | Danimarca   | Romania, Svezia           |
| 2  | Georgia     | Armenia, Lituania         |
| 2  | Svezia      | Danimarca, Norvegia       |
| 2  | Turchia     | Azerbaigian, Romania      |
| 1  | Croazia     | Slovenia                  |
| 1  | Cipro       | Croazia                   |
| 1  | Irlanda     | Svizzera                  |
| 1  | Israele     | Paesi Bassi               |
| 1  | Lituania    | Irlanda                   |
| 1  | Romania     | Regno Unito               |

#### Finale
La finale si è svolta il 29 maggio 2010; vi hanno gareggiato 25 paesi di cui:
- i primi 10 qualificati durante la prima semifinale;
- i primi 10 qualificati durante la seconda semifinale;
- i 4 finalisti di diritto, i cosiddetti Big Four, ovvero Francia, Germania, Regno Unito e Spagna;
- la Norvegia, paese ospitante.

La Spagna si è esibita di nuovo, al termine di tutte le esibizioni, a causa dell'invasione di palco del disturbatore Jimmy Jump.
| N° | Stato                | Cantante                      | Canzone                     | Punti | Posizione |
| -- | -------------------- | ----------------------------- | --------------------------- | ----- | --------- |
| 01 | Azerbaigian          | Safura                        | Drip Drop                   | 145   | 5         |
| 02 | Spagna               | Daniel Diges                  | Algo pequeñito              | 68    | 15        |
| 03 | Norvegia             | Didrik Solli-Tangen           | My Heart Is Yours           | 35    | 20        |
| 04 | Moldavia             | Sunstroke Project & Olia Tira | Run Away                    | 27    | 22        |
| 05 | Cipro                | Jon Lilygreen & The Islanders | Life Looks Better in Spring | 27    | 21        |
| 06 | Bosnia ed Erzegovina | Vukašin Brajić                | Thunder and Lightning       | 51    | 17        |
| 07 | Belgio               | Tom Dice                      | Me and My Guitar            | 143   | 6         |
| 08 | Serbia               | Milan Stanković               | Ovo je Balkan               | 72    | 13        |
| 09 | Bielorussia          | 3+2 feat. Robert Wells        | Butterflies                 | 18    | 24        |
| 10 | Irlanda              | Niamh Kavanagh                | It's for You                | 25    | 23        |
| 11 | Grecia               | Giōrgos Alkaios & Friends     | Opa                         | 140   | 8         |
| 12 | Regno Unito          | Josh Dubovie                  | That Sounds Good to Me      | 10    | 25        |
| 13 | Georgia              | Sopho Nizharadze              | Shine                       | 136   | 9         |
| 14 | Turchia              | maNga                         | We Could Be the Same        | 170   | 2         |
| 15 | Albania              | Juliana Pasha                 | It's All About You          | 62    | 16        |
| 16 | Islanda              | Hera Björk                    | Je ne sais quoi             | 41    | 19        |
| 17 | Ucraina              | Al'oša                        | Sweet People                | 108   | 10        |
| 18 | Francia              | Jessy Matador                 | Allez Ola Olé               | 82    | 12        |
| 19 | Romania              | Paula Seling & Ovi            | Playing with Fire           | 162   | 3         |
| 20 | Russia               | Peter Nalitch & Friends       | Lost and Forgotten          | 90    | 11        |
| 21 | Armenia              | Eva Rivas                     | Apricot Stone               | 141   | 7         |
| 22 | Germania             | Lena Meyer-Landrut            | Satellite                   | 246   | 1         |
| 23 | Portogallo           | Filipa Azevedo                | Há dias assim               | 43    | 18        |
| 24 | Israele              | Harel Skaat                   | Milim                       | 71    | 14        |
| 25 | Danimarca            | Chanée & N'evergreen          | In a Moment like This       | 149   | 4         |

| Pos. | Televoto             | Punti | Giuria               | Punti |
| ---- | -------------------- | ----- | -------------------- | ----- |
| 1    | Germania             | 243   | Germania             | 187   |
| 2    | Turchia              | 177   | Belgio               | 185   |
| 3    | Danimarca            | 174   | Romania              | 167   |
| 4    | Armenia              | 166   | Georgia              | 160   |
| 5    | Azerbaigian          | 161   | Israele              | 134   |
| 6    | Romania              | 155   | Ucraina              | 129   |
| 7    | Grecia               | 152   | Danimarca            | 121   |
| 8    | Francia              | 151   | Turchia              | 119   |
| 9    | Georgia              | 127   | Azerbaigian          | 116   |
| 10   | Serbia               | 110   | Armenia              | 116   |
| 11   | Russia               | 107   | Grecia               | 110   |
| 12   | Spagna               | 106   | Albania              | 97    |
| 13   | Ucraina              | 94    | Portogallo           | 69    |
| 14   | Belgio               | 76    | Bosnia ed Erzegovina | 65    |
| 15   | Islanda              | 40    | Russia               | 63    |
| 16   | Bosnia ed Erzegovina | 35    | Irlanda              | 62    |
| 17   | Albania              | 35    | Norvegia             | 61    |
| 18   | Moldavia             | 28    | Cipro                | 57    |
| 19   | Israele              | 27    | Islanda              | 57    |
| 20   | Portogallo           | 24    | Spagna               | 43    |
| 21   | Norvegia             | 18    | Serbia               | 37    |
| 22   | Bielorussia          | 18    | Francia              | 34    |
| 23   | Cipro                | 16    | Moldavia             | 33    |
| 24   | Irlanda              | 15    | Bielorussia          | 22    |
| 25   | Regno Unito          | 7     | Regno Unito          | 18    |

12 punti
| N. | A                    | Da                                                                                      |
| -- | -------------------- | --------------------------------------------------------------------------------------- |
| 9  | Germania             | Danimarca, Estonia, Finlandia, Lettonia, Norvegia, Slovacchia, Spagna, Svezia, Svizzera |
| 5  | Danimarca            | Islanda, Irlanda, Polonia, Romania, Slovenia                                            |
| 4  | Azerbaigian          | Bulgaria, Malta, Turchia, Ucraina                                                       |
| 4  | Grecia               | Albania, Belgio, Cipro, Regno Unito                                                     |
| 3  | Armenia              | Israele, Paesi Bassi, Russia                                                            |
| 3  | Turchia              | Azerbaigian, Croazia, Francia                                                           |
| 2  | Georgia              | Armenia, Lituania                                                                       |
| 1  | Albania              | Macedonia                                                                               |
| 1  | Bielorussia          | Georgia                                                                                 |
| 1  | Belgio               | Germania                                                                                |
| 1  | Bosnia ed Erzegovina | Serbia                                                                                  |
| 1  | Cipro                | Grecia                                                                                  |
| 1  | Romania              | Moldavia                                                                                |
| 1  | Russia               | Bielorussia                                                                             |
| 1  | Serbia               | Bosnia e Erzegovina                                                                     |
| 1  | Spagna               | Portogallo                                                                              |

## Marcel Bezençon Awards
I vincitori sono stati:
- Press Award:  Israele
- Artistic Award:  Israele
- Composer Award:  Israele

## OGAE 2010
L'OGAE 2010 è una classifica fatta da gruppi dell'OGAE, un'organizzazione internazionale che consiste in un network di oltre 40 fan club del Contest di vari Paesi europei e non. Come ogni anno, i membri dell'OGAE hanno avuto l'opportunità di votare per la loro canzone preferita prima della gara e i risultati sono stati pubblicati sul sito web dell'organizzazione.
| Posizione | Paese     | Cantante             | Canzone*              | Punti |
| --------- | --------- | -------------------- | --------------------- | ----- |
| 1         | Danimarca | Chanée & N'evergreen | In a Moment like This | 220   |
| 2         | Israele   | Harel Skaat          | Milim                 | 177   |
| 3         | Germania  | Lena Meyer-Landrut   | Satellite             | 172   |
| 4         | Norvegia  | Didrik Solli-Tangen  | My Heart Is Yours     | 146   |
| 5         | Islanda   | Hera Björk           | Je ne sais quoi       | 130   |

*La tabella raffigura il voto finale di 40 OGAE club.

## Giurie
- Bielorussia: Anatolij Jarmolenko, Ludmila Borodina
- Belgio: Barbara Dex, Caren Meynen, Sam Jaspers, Johan Van Achte, Maarten Janssen
- Estonia: Gerli Padar, Imre Sooäär, Olav Osolin, Priit Pajusaar, Ewert Sundja
- Francia: Jacques Veneruso, Olivier Ottin, Varda Kakon, Jean-Pierre Pasqualini, Florence Coste
- Germania:[60] Hape Kerkeling, Mary Roos, Hadnet Tesfai, Johannes Oerding, Jochen Rausch
- Grecia: Andreas Pylarinos, Poseidon Giannopoulos, Alexandra Zakka, Thanos Kalliris, Konstantinos Pantzis
- Macedonia: Rade Spasovski (presidente di giuria), Aleksandra Jovanovska, Oliver Dimitrov, Lile Avtovska, Suzana Stefanovska
- Norvegia: Elisabet Davidsen, Vivi Stenberg, Arne Martin Vistnes, Svein Helge Høgberg, Anne-Karine Strøm
- Paesi Bassi: Aukelien van Hoytema, Niel van Hoff, Petra Berger, Mandy Huydts, Vincent Claase "Vinzzent
- Polonia: Krystyna Prońko, Zuzanna Łapicka, Maria Szabłowska, Marek Kościkiewicz, Michał Grymuza
- Portogallo: Ana Galvão, Ricardo Soler, Ramon Gallarza, Paula Cazanova, Américo Faria
- Romania: Alexandra Cepraga, Corina Despot, Andrei Tudor, Andrei Kerestely, Mihai Alexandru
- Russia: Alexander Zhurbin (semifinale), Julila Savičeva (semifinale), Kim Breitburg, Tutta Larsen, Vladimir Matetskij, Igor Butman (finale), Pelagea (finale)
- Slovacchia: Juraj Čurný, Dezider Kukoľ, Ľubica Čekovská, Marcel Palonder, Mirka Brezovská
- Slovenia: Urša Vlašič, Sandra Feketija, Miroslav Akrapovič, Matjaž Bogataj, Dušan Hren
- Spagna: José María Íñigo, Mauro Canut, Pilar Tabares, Mariola Orellana, Toni Garrido
- Svezia: Michael Cederberg, Anna Charlotta Gunnarson, Helene Benno, Andreas Lundstedt, Eric Saade

## Stati non partecipanti
- Andorra[61] Pur avendo inviato all'EBU l'iscrizione preliminare, a metà novembre, il principato si è riservato il diritto di ritirarsi nel caso in cui i fondi nazionali non fossero stati sufficienti. Il 12 dicembre, Enric Castellet, il direttore della televisione pubblica RTVA, ha informato l'EBU che, a causa del budget molto limitato, il paese non parteciperà alla prossima edizione dell'Eurovision Song Contest.
- Austria[62] Sebbene il suo ritorno fosse stato confermato, agli inizi di ottobre, da Bjørn Erichsen, direttore esecutivo dell'EBU, il quotidiano nazionale Kleine Zeitung ha riportato l'intervista a Wolfang Lorenz, direttore di ÖRT, con la quale la partecipazione austriaca è stata smentita. Le ragioni addotte riguardano gli elevati costi di partecipazione (400000 euro) ed i complessi regolamenti del festival, che non permetterebbero, per il paese alpino, il superamento della semifinale.
- Italia Sebbene non sia stato fatto alcun annuncio ufficiale, essendo superate tutte le ultime scadenze, continua la lunga assenza dell'Italia.
- Liechtenstein[63] Il principato alpino aveva inizialmente dimostrato interesse a partecipare all'Eurovision Song Contest, iniziando, tra l'altro, le procedure per l'ingresso di 1FLTV, neonata televisione nazionale, nell'EBU, in modo da poter esordire direttamente nel 2010. Tuttavia, a causa di problemi di ordine economico, l'esordio del Liechtenstein è stato posposto al 2011, anno in cui, secondo Peter Köbel, direttore della catena televisiva, sarà possibile la partecipazione del paese.
- Lussemburgo[64] Fin dall'inizio di settembre, la catena nazionale RTL aveva mostrato interesse a ritornare a partecipare all'Eurovision Song Contest. A tale scopo, erano stati convocati quattro tra i più celebri autori e compositori europei, che avrebbero dovuto scrivere il brano da mandare ad Oslo, in rappresentanza del Gran Ducato. Il ritorno del paese sembrava quindi pressoché certo. Tuttavia, il 29 settembre, Alain Berwick, direttore della televisione nazionale, ha fermamente smentito qualsiasi intenzione di partecipare al festival nei prossimi anni.
- Principato di Monaco[65] A causa della mancanza di fondi, il Principato di Monaco non è stato in grado di partecipare alla manifestazione.
- Montenegro[66] A causa della difficile situazione finanziaria, RTCG, la televisione nazionale montenegrina, si è ritirata per raggiungere la stabilità economica del paese, dopo tre anni di indipendenza.
- Repubblica Ceca[67][68] Ha parlato di scarso interesse nel paese per l'Eurovision Song Contest dopo il fallimento all'accesso in finale per tre anni consecutivi.
- San Marino[69] Nonostante la ferma intenzione di ritornare a gareggiare, il Congresso nazionale non ha stanziato fondi a favore della partecipazione sammarinese. Già ad inizio ottobre erano iniziate le contrattazioni con Paola & Chiara, che avrebbero dovuto rappresentare il paese nel caso in cui questo fosse stato presente ad Oslo.
- Ungheria[70] Le forti difficoltà economiche che MTV, televisione magiara, si trova ad affrontare, che implicano un taglio di più del 50% del budget, non hanno consentito all'Ungheria di prendere parte alla gara.

## Trasmissione dell'evento e commentatori
| Paese                | Emittente          | Stazione             | Commentatori                                | Note          |
| -------------------- | ------------------ | -------------------- | ------------------------------------------- | ------------- |
| Albania              | RTSH               | TVSH                 | Leon Menkshi                                |               |
| Armenia              | ARMTV              | ARMTV                | Khoren Levonyan Hrachuhi Utmazyan           |               |
| Armenia              | Armradio           |                      | Khoren Levonyan Hrachuhi Utmazyan           |               |
| Australia            | SBS                | SBS One              | Julia Zemiro Sam Pang                       | [ 71 ] [ 72 ] |
| Azerbaigian          | İTV                | İctimai Televiziya   | Hüsniyyə Məhərrəmova                        |               |
| Belgio               | RTBF               | La Une               | Jean-Pierre Hautier Jean-Louis Lahaye       |               |
| Belgio               | RTBF               | La Première          | Corinne Boulangier Patrick Duhamel          |               |
| Belgio               | VRT                | Één                  | André Vermeulen Bart Peeters                |               |
| Belgio               | VRT                | Radio 2              | André Vermeulen Bart Peeters                |               |
| Bielorussia          | BTRC               | Belarus 1            | Denis Kurian                                |               |
| Bosnia ed Erzegovina | BHRT               | BHT1                 | Dejan Kukrić                                |               |
| Bulgaria             | BNT                | BNT 1                | Elena Rosberg Georgi Kushvaliev             |               |
| Croazia              | HRT                | HRT1                 | Duško Ćurlić                                |               |
| Cipro                | CyBC               | RIK 1                | Melina Karageorgiou                         | [ 73 ]        |
| Cipro                | CyBC               | RIK Radio 2          | Nathan Morley                               | [ 73 ]        |
| Danimarca            | DR                 | DR1                  | Nikolaj Molbech                             | [ 74 ]        |
| Estonia              | ERR                | ETV                  | Marko Reikop Olav Osolin                    |               |
| Finlandia            | Yle                | Yle TV2              | Jaana Pelkonen Mikko Peltola Asko Murtomäki | [ 75 ]        |
| Finlandia            | Yle                | Yle Fem              | Tobias Larsson                              | [ 75 ]        |
| Finlandia            | Yle                | Yle Radio Suomi      | Sanna Kojo Jorma Hietamäki                  | [ 75 ]        |
| Francia              | France Télévisions | France 3             | Stéphane Bern Cyril Hanouna                 |               |
| Francia              | France Télévisions | France 4             | Peggy Olmi Yann Renoard                     |               |
| Georgia              | GPB                | 1TV                  | Sopho Altunashvili                          |               |
| Germania             | ARD                | Das Erste            | Peter Urban                                 |               |
| Germania             | NDR                | NDR 2                | Tim Frühling Thomas Mohr                    |               |
| Grecia               | ERT                | ERT2                 | Rika Vagiani                                |               |
| Irlanda              | RTÉ                | RTÉ One              | Marty Whelan                                | [ 77 ]        |
| Irlanda              | RTÉ                | RTÉ Radio 1          | Maxi                                        | [ 77 ]        |
| Islanda              | RÚV                | RÚV 1                | Sigmar Guðmundsson                          | [ 78 ]        |
| Israele              | IBA                | Canale 1             | Nessuno                                     |               |
| Kazakistan           | KA                 | Khabar TV            | Sconosciuto                                 | [ 79 ]        |
| Kosovo               | RTK                | RTK                  | Sconosciuto                                 | [ 80 ]        |
| Lettonia             | LTV                | LTV1                 | Kārlis Streips                              |               |
| Lituania             | LRT                | LRT Televizija       | Darius Užkuraitis                           |               |
| Lituania             | LRT                | LRT Radijas          | Darius Užkuraitis                           |               |
| Macedonia            | MRT                | MRT 1                | Karolina Petkovska                          |               |
| Malta                | PBS                | TVM                  | Valerie Vella                               |               |
| Moldavia             | TRM                | Moldova 1            | Marcel Spătari                              |               |
| Moldavia             | TRM                | Radio Moldova        | Marcel Spătari                              |               |
| Montenegro           | RTCG               | TVGC 2               | Dražen Bauković Tamara Ivanković            | [ 81 ]        |
| Norvegia             | NRK                | NRK1                 | Olav Viksmo-Slettan                         |               |
| Nuova Zelanda        | Face TV            | Face TV              | Sconosciuto                                 | [ 71 ]        |
| Paesi Bassi          | NPO                | NPO 1                | Cornald Maas Daniël Dekker                  | [ 82 ]        |
| Polonia              | TVP                | TVP1                 | Artur Orzech                                |               |
| Portogallo           | RTP                | RTP1                 | Sérgio Mateus                               | [ 83 ]        |
| Regno Unito          | BBC                | BBC One              | Graham Norton                               | [ 84 ] [ 85 ] |
| Regno Unito          | BBC                | BBC Radio 2          | Ken Buce                                    | [ 84 ] [ 85 ] |
| Regno Unito          | BBC                | BBC Three            | Paddy O'Connell Sarah Cawood                | [ 84 ] [ 85 ] |
| Romania              | TVR                | TVR1                 | Leonard Miron Gianina Corondan              |               |
| Russia               | VGTRK              | Rossija 1            | Olga Shelest Dmitry Guberniev               | [ 86 ]        |
| Serbia               | RTS                | RTS1                 | Duška Vučinić-Lučić                         | [ 88 ]        |
| Serbia               | RTS                | RTS1                 | Dragan Ilić                                 | [ 88 ]        |
| Slovacchia           | STV                | STV2                 | Roman Bomboš                                |               |
| Slovenia             | RTV SLO            | TV Koper-Capodistria | Andrej Hofer                                |               |
| Spagna               | TVE                | La 1                 | Joaquín Guzmán                              | [ 90 ]        |
| Spagna               | TVE                | La 2                 | Joaquín Guzmán                              | [ 90 ]        |
| Spagna               | TVE                | TVEi                 | Joaquín Guzmán                              | [ 90 ]        |
| Svezia               | SVT                | SVT1                 | Christine Meltzer Edward af Sillén          |               |
| Svezia               | SR                 | SR P4                | Carolina Norén Björn Kjellman               |               |
| Svizzera             | SRG SSR            | RSI LA1              | Sandy Altermatt                             |               |
| Svizzera             | SRG SSR            | RSI LA2              | Sandy Altermatt                             |               |
| Svizzera             | SRG SSR            | RTS Deux             | Jean-Marc Richard Nicolas Tanner            |               |
| Svizzera             | SRG SSR            | SRF zwei             | Sven Epiney                                 |               |
| Turchia              | TRT                | TRT 1                | Bülend Özveren                              |               |
| Ucraina              | NTU                | UA:Peršyj            | Timur Mirošnyčenko                          |               |
| Ungheria             | Duna TV            | Duna TV              | Zsolt Jeszenszky                            | [ 92 ]        |

## Portavoce
Il 23 marzo 2010, durante l'incontro con i capo delegazione, è stato stabilito l'ordine di presentazione dei portavoce. L'ordine inizialmente stabilito ed i portavoce sono:
1. Romania: Malvina Cservenschi
2. Irlanda: Derek Mooney (Portavoce anche nella scorsa edizione)
3. Germania:  Hape Kerkeling
4. Serbia: Maja Nikolić
5. Albania: Leon Menkshi (Portavoce dello Stato dall'Eurovision Song Contest 2006)
6. Turchia: Meltem Ersan Yazgan (Portavoce dello Stato dall'Eurovision Song Contest 2001)
7. Croazia: Mila Horvat (Portavoce anche nell'Eurovision Song Contest 2006 e nella scorsa edizione)
8. Polonia: Aleksandra Rosiak
9. Bosnia ed Erzegovina: Ivana Vidmar
10. Finlandia: Johanna Pirttilahti
11. Slovenia: Andrea F
12. Estonia: Rolf Roosalu
13. Russia: Oksana Fëdorova
14. Portogallo: Ana Galvão
15. Azerbaigian: Tamilla Shirinova
16. Grecia: Alexis Kostalas (Portavoce dello stato dall'Eurovision Song Contest 2001)
17. Islanda: Yohanna (Rappresentante dello stato all'Eurovision Song Contest 2009)
18. Danimarca: Bryan Rice
19. Francia: Audrey Chauveau
20. Spagna: Ainhoa Arbizu  (Portavoce dello stato nelle edizioni 2005, 2007 e 2008)
21. Slovacchia: Ľubomír Bajaník (Portavoce anche nella scorsa edizione)
22. Bulgaria: Desislava Dobreva
23. Ucraina: Iryna Žuravs'ka
24. Lettonia: Kārlis Būmeistars (Rappresentante dello stato all'Eurovision Song Contest 2005 come parte del duo Valters & Kaža)
25. Malta: Chiara Siracusa (Rappresentante dello stato nelle edizioni 1998, 2005 e 2009)
26. Norvegia: Anne Rimmen
27. Cipro: Christina Metaxa (Rappresentante dello stato all'Eurovision Song Contest 2009)
28. Lituania: Giedrius Masalskis
29. Bielorussia: Aljaksej Hryšyn
30. Svizzera: Christa Rigozzi
31. Belgio: Katja Retsin
32. Regno Unito: Scott Mills
33. Paesi Bassi: Yolanthe Cabau van Kasbergen (Portavoce anche nella scorsa edizione)
34. Israele: Ofer Nachshon (Portavoce anche nella scorsa edizione)
35. Macedonia: Maja Daniels
36. Moldavia: Tanya Cerga
37. Georgia: Mariam Vashadze
38. Svezia: Eric Saade (Rappresentante dello stato all'Eurovision Song Contest 2011)
39. Armenia: Nazeni Hovhannisyan

## Controversie
Mai come prima, all'edizione 2010 sono legate numerosissime controversie:
- Azerbaigian: ad agosto sono sorte accuse contro il governo locale, reo di aver interrogato 42 cittadini che avevano votato, durante la finale dell'Eurovision Song Contest 2009, per l'Armenia, paese con il quale l'Azerbaigian si trova in conflitto per il Nagorno-Karabakh. La stessa partecipazione dei due paesi caucasici è stata fortemente in dubbio: l'EBU ha infatti preso in considerazione l'idea sanzionare l'Azerbaigian con la squalifica, che tuttavia non è stata applicata; il governo armeno, ritenendosi fortemente oltraggiato dall'applicazione di sanzioni così lievi nei confronti di atti di tale gravità, ha minacciato l'EBU di ritirarsi. Il 13 dicembre è stato comunicato che l'Azerbaigian sarebbe stato sanzionato con € 2800 di multa.
- Spagna: la procedura di selezione ha conosciuto dei momenti controversi:
- Durante il voto via internet, TVE ha squalificato diverse canzoni per violazione delle regole previste. Una, però, ha suscitato molto clamore: quella di Karmele Marchante (alias Pop Star Queen), collaboratrice del programma Sálvame di Telecinco, che aveva cantato l'entry freak Soy un tsunami, ed è stata eliminata per violazioni delle regole su data di pubblicazione della canzoni, contenuti politici, contenuti pubblicitari. La rete, che da tempo è in dura polemica con TVE, ha protestato per molti giorni.
- Durante la finale nazionale del 21 febbraio, uno dei partecipanti, John Cobra, ha insultato fortemente in pubblico presente in sala a causa dei fischi a lui diretti. Al termine della serata, la presentatrice Anne Igartiburu ha chiesto scusa al pubblico per "un actuación vergüenzosa" (uno spettacolo vergognoso), mentre tutti e cinque i membri della giuria hanno attribuito a Cobra il punteggio minimo, commentando negativamente il suo riprovevole comportamento.
- Bielorussia: dopo la fine dell'Eurovision 2009, Aljaksandr Lukašėnka ha espresso disappunto circa gli scarsi risultati del paese alla manifestazione ed ha proposto un cambio di direzione: ciò implicava anche un cambio di canale. BTRC avrebbe quindi dovuto passare il testimone ad ONT, che tuttavia, non essendo ancora membro dell'EBU, non avrebbe potuto organizzare una selezione nazionale per la selezione della canzone rappresentante. Ad ogni modo, dando quasi per scontato che entro dicembre il canale sarebbe riuscito a regolarizzare l'ingresso nell'EBU, ONT ha organizzato il Muzykal'nyj sud, selezione nazionale per la scelta del rappresentante. Il vincitore del concorso è risultato essere Artem Michalenko, con la canzone Don't Play in Love. Tuttavia, il 12 dicembre, l'EBU ha comunicato che la candidatura di ONT era stata bocciata e, conseguentemente, la canzone selezionata non avrebbe potuto rappresentare il paese all'Eurovision Song Contest 2010. Precedentemente, comunque, BTRC, considerando l'eventualità della mancata accettazione di ONT nell'EBU, si era proposta di sostituire il nuovo canale nazionale. A gennaio, quindi, è stata organizzata una selezione interna. La canzone scelta originariamente per il gruppo selezionato, 3+2, è stata sostituita il 18 marzo, una settimana prima dell'inizio della manifestazione.
- Albania: dopo la vittoria di Juliana Pasha, al Festivali i Këngës, molti giornali locali hanno gridato allo scandalo, in quanto la favorita era Anjeza Shahini, seconda classificata. Al termine della serata, uno dei membri della giuria ha dato il punteggio massimo alla Shahini, provocando un lungo e fragoroso applauso, della durata di 4 minuti, che gli stessi presentatori non riuscivano a bloccare.
- Paesi Bassi: il brano selezionato internamente è stato oggetto di forti critiche, tra cui perché presenta una melodia anni settanta, considerata rétro, perché presentata in lingua olandese, oltre ad essere stata accusata di plagio. TROS (televisione nazionale), che ha preso il posto di NOS, non ha però preso provvedimenti, rendendo la scelta dei Paesi Bassi definitiva.
- Grecia: il regolamento per la finale nazionale imponeva che le canzoni non fossero pubblicate prima del 5 marzo. Tuttavia, alcuni hacker sono riusciti ad impadronirsi delle demo delle canzoni di Katerine Avgoustakis e di Eleutheria Eleutheriou, forzando ERT a squalificare le due canzoni. Gli stessi hacker hanno poi minacciato di rendere noti i testi delle altre 7 canzoni nonché di pubblicare le demo. Per ovviare al problema, ERT ha deciso di anticipare la pubblicazione preventiva delle canzoni.
- Slovacchia: inizialmente accusata di plagio, una commissione di professionisti ha analizzato il pezzo incriminato ed ha smontato le accuse.
- Svezia
  - La canzone di Darin, "You're out of my life", è stata disponibile per il download su iTunes per diversi minuti. Ciò è avvenuto prima del 27 marzo, data di pubblicazione delle 32 canzoni partecipanti, ed ha fatto sorgere dubbi di legittimità sulla partecipazione del cantante che, seguendo il regolamento, avrebbe dovuto essere squalificato. Tuttavia, Darin ha potuto prendere parte alla finale.
  - Domenica 21 febbraio, frammenti delle canzoni di Sibel e Peter Jöback sono stati uploadati su alcuni server p2p. Per evitare la squalifica delle due canzoni, si è deciso di pubblicare già da lunedì mattina tutti i frammenti delle otto canzoni della quarta semifinale.
- Lituania: la canzone selezionata è stata accusata di avere nel testo riferimenti a fatti di politica storica; il verso incriminato è "We survived the reds and two world wars" (Siamo sopravvissuti ai rossi e a due guerre mondiali).
- Portogallo: la vittoria di Filipa Azevedo è stata fortemente contestata dal pubblico portoghese presente in sala, che ha acclamato la seconda classificata, Catarina Pereira, precedentemente considerata la favorita, e che ha avuto i favori del televoto.
- Ucraina: il 27 dicembre era stato selezionato internamente il cantante, Vasyl' Lazarovyč[94].Tale modalità è stata fortemente biasimata dalla maggior parte degli eurofans, che non la ritenevano democratica. Ad ogni modo, il 6 marzo è stata celebrata la finale nazionale con la quale è stata selezionata la canzone per Lazarovyč.[20] Pochi giorni dopo, le proteste, divenute sempre maggiori, e le elezioni presidenziali, hanno portato alla nomina di un nuovo presidente della televisione nazionale (NTU). A seguito di ciò, il 17 marzo è stata organizzata una conferenza stampa, con la quale, Vasyl' Lazarovyč venne rimosso dall'incarico di rappresentare il paese, e venne annunciata l'organizzazione di una nuova selezione nazionale.[95] Il giorno successivo si sono tenute le audizioni per la selezione dei 20 finalisti. Venerdì 19, i 20 brani selezionati sono stati trasmessi più e più volte su tutti i canali ucraini. Sabato 20 è stata trasmessa la finale (alla quale ha partecipato anche Vasyl Lazarovich con la canzone precedentemente selezionata), vinta dalla cantante Al'oša con la canzone "To be free"[51] Domenica 21 si è scoperto che la canzone selezionata infrangeva i regolamenti dell'EBU, poiché pubblicata nel 2008 e per di più frutto di un plagio, da cui la squalifica di essa.[96] Durante il meeting con tutte le delegazioni europee, tenutosi il 21 marzo, data limite per la presentazione di cantante e canzone, è stato deciso che all'Ucraina sarebbe stata concessa una proroga di 5 giorni per la scelta della canzone e di 7 giorni per la presentazione del video ufficiale. Il brano interpretato da Al'oša è stato quindi selezionato internamente, rendendo le accuse di "mancanza di democrazia" per la scelta interna di Vasyl' Lazarovyč assai contraddittorie.[97]